# Marc Bluhm
Marc Bluhm (* 22. Juli 1987 in Fritzlar) ist ein deutscher Schauspieler und Synchronsprecher.

## Leben
Marc Bluhm wurde 1987 in der hessischen Kleinstadt Fritzlar geboren. Seine Familie zog 1990 nach Peckelsheim, und er legte 2007 am Gymnasium Brede in Brakel sein Abitur ab. Von 2008 bis 2011 besuchte er die Schauspielschule „Fritz Kirchhoff“; 2012 belegte er einen Kurs für Synchron-, Hörspiel- und Hörbuchsprechen an der Akademie für professionelles Sprechen in Berlin.
Ab 2010 spielte er in diversen Kurzfilmen mit, bevor er 2012 in der deutschen Filmkomödie Männer zum Knutschen zu sehen war. Es folgten kleinere Rollen in weiteren Filmen, wie in der Filmbiografie von Rosa von Praunheim Härte. Seit März 2016 verkörpert Bluhm die Rolle des Tommy Zürner in der Seifenoper Gute Zeiten, schlechte Zeiten.
Bluhm lebt in Berlin.

## Filmografie
- 2010: Verzinkt (Kurzfilm)
- 2011: In anderem Licht (Kurzfilm)
- 2011: Die Fahrt seines Lebens (Kurzfilm)
- 2011: The Girl Who Wants to Fly (Kurzfilm)
- 2012: Fritten zum Mittag (Kurzfilm)
- 2012: Männer zum Knutschen
- 2013: Cruelty (Kurzfilm)
- 2013: Nora
- 2014: Ein Rabe namens Poe
- 2014: Doktorspiele (Stimme)
- 2015: Härte
- 2015: Vincent
- 2016: SOKO Wismar: Damenwahl (Fernsehserie)
- seit 2016: Gute Zeiten, schlechte Zeiten
- 2018: Abgeschnitten

## Synchronrollen
- 2013: Hemlock Grove (als Heterochromia)
- 2014: Yu-Gi-Oh! Arc-V (als Kev Ravenwood und LDS-Mitglied)
- 2014: Psycho-Pass 2 (als Tetsuya Hyoudou und Controller)
- 2014: The Last Survivors (als Gabriel)
- 2014: Red Oaks (als Rizzo)
- 2015: The Comeback (als Schaemus)
- 2015: Dragon Blade (als Yin Po)
- 2023: Der Untergang des Hauses Usher (als Prospero „Perry“ Usher)